# Sasinkovo
Sasinkovo este o comună slovacă, aflată în districtul Hlohovec din regiunea Trnava. Localitatea se află la altitudinea de 195 m deasupra n.m., se întinde pe o suprafață de 12,41 km2 și în 2017 număra 859 de locuitori.

## Istoric
Localitatea Sasinkovo este atestată documentar din 1256.

## Demografie
| An:                | 1994 | 2004   | 2014   | 2024   |
| ------------------ | ---- | ------ | ------ | ------ |
| Număr de persoane: | 897  | 872    | 854    | 813    |
| Diferență:         |      | −2,78% | −2,06% | −4,80% |

| An:                | 2023 | 2024   |
| ------------------ | ---- | ------ |
| Număr de persoane: | 837  | 813    |
| Diferență:         |      | −2,86% |